# Mesa de los Garnica
Mesa de los Garnica är en ort i kommunen Temascalcingo i delstaten Mexiko i Mexiko. Samhället hade 147 invånare vid folkräkningen 2020.